# Wycinka Wolska
Wycinka Wolska – wieś w Polsce położona w województwie łódzkim, w powiecie skierniewickim, w gminie Kowiesy.
W latach 1975–1998 miejscowość administracyjnie należała do województwa skierniewickiego.
Dojazd do wsi jest możliwy jedynie lokalną drogą piaszczystą przez las.
Wieś położona jest w pięknej okolicy Bolimowskiego Parku Krajobrazowego.
Wieś podzielona jest na dwie "jednostki" – Wycinkę I położoną bliżej lasu i drogi krajowej nr 8, a tym samym europejskiej trasy nr E67, znanej też pod międzynarodową nazwą Via Baltica, i Wycinkę II położoną dalej od lasu, a bliżej drogi krajowej nr 70.
W odległości kilku kilometrów znajduje się wieś Zawady, gdzie można obejrzeć największy na Mazowszu i drugi co do wielkości w Polsce głaz narzutowy.